# 後藤優介
後藤 優介（ごとう ゆうすけ、1993年4月23日 - ）は、鹿児島県鹿屋市出身のプロサッカー選手。 Jリーグ・カマタマーレ讃岐所属。 ポジションはフォワード。既婚。マネジメント会社はジャパン・スポーツ・マーケティング。

## 来歴

### プロ入り前
中学時代までを鹿児島県で過ごし、高校進学時に大分トリニータU-18に入団。同級生に為田大貴・茂平、2学年上に刀根亮輔、1学年上に松原健、1学年下に國分伸太郎。1年時からスタメンに抜擢され、3年時にはプリンスリーグ九州1部で21得点をマークし、得点王となった。

### 大分トリニータ
2012年、U-18から大分トリニータトップチームに昇格。FW登録選手としてはクラブ初の昇格事例となった。高松大樹・森島康仁・チェ・ジョンハンらライバルの存在もあり出場機会が限られた事で、7月にJFL・HOYO AC ELAN大分（現・ヴェルスパ大分）へ期限付き移籍し試合経験を積んだ。
翌2013年、大分に復帰。前年同様終盤までは出場機会には恵まれなかったが、10月13日の天皇杯3回戦・新潟戦で途中出場すると、0-0で迎えた延長前半2分に決勝点となるゴールを記録。このゴールが大分での初得点となった。2014年に背番号を9番に変更。同年はリーグ戦での出場試合数を初めて二桁（20試合、内先発出場が12試合）に乗せ、Jリーグ初得点を含む2得点を記録した。2015年は前年の倍となるリーグ戦24試合に先発出場。第17節・京都戦で2得点をマークしたが、全体を通してのゴール数はPKによる1点を合わせ計3得点となった。同年末の町田とのJ2・J3入れ替え戦では、第2戦にベンチ入りするも出場機会は無く、チームは町田に敗れJ3リーグ降格の憂き目に会う事となった。
2016年はJ-22選抜以来、自身2年振りのJ3でのプレーとなった。前年までは起点になる事を意識し過ぎる余り伸び悩んでいたが、同年監督に就任した片野坂知宏の指導のもと攻撃意識の改革に取り組んだ結果、以前まではシュートを撃っていなかった場面でも迷い無くシュートを選択することが出来るようになった。第17節・藤枝戦でチームでは2013年・丸谷拓也以来の公式戦ハットトリックを達成。更には第26節・盛岡戦から第29節・YS横浜戦にかけて4試合連続得点を記録。チーム得点王で、リーグ全体でも藤本憲明（鹿児島：15得点）に次ぐ2位となる14得点を記録し、大分のJ3優勝・1年でのJ2復帰の立役者となった。同年12月に開催されたJリーグアウォーズにおいて、MYアウォーズのJ3部門のMVPとベストイレブンに選出された。
2017年は大分の昇格に伴い、再びJ2リーグにプレーの舞台を移したが、「J3だったから14点取れたと言われたくない」と前年より更に得点意識を強め、前半戦終了時点で二度のハットトリック(H名古屋戦、A群馬戦)を記録するなど12得点を記録。後半戦は得点ペースが落ちたものの、シーズントータルでJ2得点ランキング8位タイの17得点を記録。2年連続でチーム得点王となった。また累積警告による出場停止1試合を除く、全41試合に先発出場を果たすなど、エースとして不動の主力に成長した。
2018年は鈴木義宜、小手川宏基、丸谷拓也と共に副キャプテンに就任。8月11日、J2第28節・岡山戦にて、スコア1-1の後半37分に途中出場をすると、2得点をマークし勝利に貢献した。その中で決勝点になった後半40分の、馬場賢治の右サイドからのクロスに反応し、ジャンピングボレーでゴールを決めた場面をブラジルメディア・UOLエスポルチが取り上げ、「（同日Jリーグ初得点をマークした）イニエスタ以上のスーパーゴール」、「大分のストライカー、ユースケ・ゴトウが輝いた」と称賛した。その後の試合は無得点であったが、トータルで10得点をマークし3年連続でリーグ戦2ケタ得点を達成した。
チームがJ1復帰を果たした2019年はオナイウ阿道、小塚和季ら新加入選手の影響もあり出場機会が減少。J1第29節・浦和戦では、0-0で迎えた後半アディショナルタイムに決勝点となるゴールを奪うなど要所で活躍も見せたが公式戦計6得点にとどまった。

### 清水エスパルス
2020年、清水エスパルスに完全移籍。同年は得点数は1点にとどまったが、センターフォワード・トップ下・左右のウイングをこなすユーティリティ性を買われ、開幕戦からポジションを掴み公式戦33試合に出場。翌2021年は開幕節・鹿島戦にて決勝点をマークする活躍を見せたが、以降は得点をあげられず出場機会も前年より減らした。2022年は2013年以来のリーグ戦無得点に終わり、同シーズンを以て契約満了により清水を退団した。

### モンテディオ山形
2023年、モンテディオ山形に加入。2024年12月4日に契約満了により退団が発表された。

### カマタマーレ讃岐
2024年12月23日、カマタマーレ讃岐へ加入。

### 日本代表
2014年3月にU-21日本代表候補のトレーニングキャンプメンバーに選出された。翌年2月にはAFC U-23選手権2016予選に臨むU-22日本代表の予備登録メンバーに選出されたが、最終メンバーからは落選した。

## エピソード
人見知りで優しい性格と評される。2013年当時は喋っている声も小さく、GKコーチの吉坂圭介から「口は開いてるが声が聞こえんぞ」と言われていた。
前述の通り2014年に背番号を9番に変更したが、この事は事前に本人には知らされておらず、始動日にその旨がクラブハウスに貼り出されているのを見て知った。
2017年時点で、憧れている存在としてパウロ・ディバラの名を挙げている。以前はウェイン・ルーニーであったという。理想のFW像としては佐藤寿人の名前を挙げている。
2017年9月9日に一般女性と結婚。

## 所属クラブ
- 鹿屋市立笠野原小学校
- 2006年 - 2008年 鹿屋市立鹿屋東中学校
- 2009年 - 2011年 大分トリニータU-18 (大分東明高等学校)
- 2012年 - 2019年 大分トリニータ
  - 2012年7月 - 同年12月 HOYO AC ELAN大分 (期限付き移籍)
- 2020年 - 2022年 清水エスパルス
- 2023年 - 2024年 モンテディオ山形
- 2025年 - カマタマーレ讃岐

## 個人成績
| 国内大会個人成績 | 国内大会個人成績 | 国内大会個人成績 | 国内大会個人成績 | 国内大会個人成績 | 国内大会個人成績 | 国内大会個人成績 | 国内大会個人成績 | 国内大会個人成績 | 国内大会個人成績 | 国内大会個人成績 | 国内大会個人成績 |
| 年度             | クラブ           | 背番号           | リーグ           | リーグ戦         | リーグ戦         | リーグ杯         | リーグ杯         | オープン杯       | オープン杯       | 期間通算         | 期間通算         |
| 年度             | クラブ           | 背番号           | リーグ           | 出場             | 得点             | 出場             | 得点             | 出場             | 得点             | 出場             | 得点             |
| 日本             | 日本             | 日本             | 日本             | リーグ戦         | リーグ戦         | リーグ杯         | リーグ杯         | 天皇杯           | 天皇杯           | 期間通算         | 期間通算         |
| ---------------- | ---------------- | ---------------- | ---------------- | ---------------- | ---------------- | ---------------- | ---------------- | ---------------- | ---------------- | ---------------- | ---------------- |
| 2012             | 大分             | 26               | J2               | 2                | 0                | -                | -                | -                | -                | 2                | 0                |
| 2012             | H大分            | 32               | JFL              | 9                | 0                | -                | -                | 2                | 1                | 11               | 1                |
| 2013             | 大分             | 26               | J1               | 3                | 0                | 1                | 0                | 3                | 1                | 7                | 1                |
| 2014             | 大分             | 9                | J2               | 20               | 2                | -                | -                | 0                | 0                | 20               | 2                |
| 2015             | 大分             | 9                | J2               | 29               | 3                | -                | -                | 3                | 1                | 32               | 4                |
| 2016             | 大分             | 9                | J3               | 24               | 14               | -                | -                | 1                | 0                | 25               | 14               |
| 2017             | 大分             | 9                | J2               | 41               | 17               | -                | -                | 1                | 0                | 42               | 17               |
| 2018             | 大分             | 9                | J2               | 28               | 10               | -                | -                | 1                | 0                | 29               | 10               |
| 2019             | 大分             | 9                | J1               | 16               | 2                | 5                | 3                | 3                | 1                | 24               | 6                |
| 2020             | 清水             | 14               | J1               | 32               | 1                | 1                | 0                | -                | -                | 33               | 1                |
| 2021             | 清水             | 14               | J1               | 18               | 1                | 7                | 0                | 3                | 0                | 28               | 1                |
| 2022             | 清水             | 14               | J1               | 15               | 0                | 1                | 0                | 2                | 0                | 18               | 0                |
| 2023             | 山形             | 49               | J2               | 28               | 3                | -                | -                | 1                | 0                | 29               | 3                |
| 2024             | 山形             | 41               | J2               | 24               | 1                | 0                | 0                | 1                | 0                | 25               | 1                |
| 2025             | 讃岐             | 90               | J3               |                  |                  |                  |                  |                  |                  |                  |                  |
| 通算             | 日本             | 日本             | J1               | 84               | 4                | 15               | 3                | 11               | 2                | 110              | 9                |
| 通算             | 日本             | 日本             | J2               | 172              | 36               | 0                | 0                | 7                | 1                | 179              | 37               |
| 通算             | 日本             | 日本             | J3               | 24               | 14               | -                | -                | 1                | 0                | 25               | 14               |
| 通算             | 日本             | 日本             | JFL              | 9                | 0                | -                | -                | 2                | 1                | 11               | 1                |
| 総通算           | 総通算           | 総通算           | 総通算           | 286              | 54               | 15               | 3                | 21               | 4                | 325              | 61               |

| 2014   | J-22   | -      | J3     | 2 | 2 | 2 | 2 |
| 通算   | 日本   | 日本   | J3     | 2 | 2 | 2 | 2 |
| 総通算 | 総通算 | 総通算 | 総通算 | 2 | 2 | 2 | 2 |

その他公式戦
- 2023年
  - J1昇格プレーオフ 1試合0得点

出場・得点歴
- J1初出場 - 2013年10月27日 第30節 横浜F・マリノス戦（大銀ド）
  - 初得点 - 2019年3月9日 第3節 ジュビロ磐田戦（ヤマハ）
- J2初出場 - 2012年4月8日 第7節 ヴァンフォーレ甲府戦（中銀スタ）
  - 初得点 - 2014年3月22日 第4節 ロアッソ熊本戦（うまスタ）
- J3初出場 - 2014年10月5日 第27節 AC長野パルセイロ戦（佐久）
  - 初得点 - 2014年11月16日 第32節 ガイナーレ鳥取戦 （とりスタ）
- ハットトリック：3回
  - 2016年7月16日 J3第14節 藤枝MYFC戦（大銀ド）
  - 2017年5月13日 J2第13節 名古屋グランパス戦（大銀ド）
  - 2017年6月25日 J2第20節 ザスパクサツ群馬戦（正田スタ）

## タイトル

### クラブ
大分トリニータ
- J3リーグ（2016年）

### 個人
- J3リーグMYアウォーズ MVP（2016年）
- J3リーグMYアウォーズ ベストイレブン（2016年）
- プリンスリーグ九州1部 得点王（2011年）